# 多那之咖啡蛋糕烘焙
多那之咖啡蛋糕烘焙（英語：Donutes），是創立於臺灣高雄市左營區的連鎖烘焙坊。

## 簡介
目前大部份門市均有販售麵包蛋糕及咖啡、規模類似85度C，但高雄等南部地區門市較多、中北部逐漸減少。